# Mäo (Paide)
Mäo – wieś w Estonii, w gminie Paide. W 2011 roku zamieszkana przez 75 osób. Miejscowość leży na skrzyżowaniu trasy europejskiej E263 (drogi krajowej nr 2) z drogą krajową nr 5.
W Mäo wychowała się estońska modelka Carmen Kass.